# John Pringle
Sir John Pringle, prvi baronet, škotski zdravnik in filozof, * 10. april 1707, † 18. januar 1782.
Pringle je bil med letoma 1733 in 1744 profesor moralne filozofije na Univerzi v Edinburghu, istočasno pa je deloval v Edinburghu kot zdravnik. Pozneje se je pridružil več vojaškim odpravam med avstrijsko nasledstveno vojno. 
Leta 1750 je izdal knjigo Observations on the Nature and Cure of Hospital and Jayl Fevers ter istega leta je Kraljevi družbi tri raziskave o septičnih in antiseptičnih substanceh, zaradi česar je prejel Copleyjevo medaljo.
Leta 1752 je izdal knjigo Observations on the Diseases of the Army in Camp and Garrison, zaradi česar velja za enega od očetov sodobne vojaške medicine.
Med letoma 1772 in 1778 je bil predsednik Kraljeve družbe.